# 반두리아

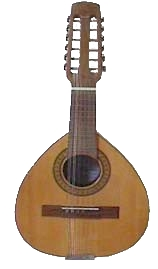
반두리아

반두리아(스페인어: bandurria)는 스페인에서 쓰이는 현악기이다. 만돌린과 비슷하게 생겼다. 두 가지 형태가 있는데, 기타처럼 울림통 중간에 구멍이 뚫려 있는 것이 있고, 바이올린처럼 울림통 중간에는 구멍이 없고 F자 홀이 양쪽에 뚫려 있는 것도 있다. 현은 모두 12개로, 8개인 만돌린보다 많다. 스페인 포크 음악에 널리 쓰이며, 셀틱 포크 음악에도 쓰인다.

## 같이 보기
- 스페인의 음악